# Sedielos
Sedielos é uma povoação portuguesa sede da Freguesia de Sedielos do Município de Peso da Régua, freguesia com 12,83 km² de área e 729 habitantes (censo de 2021), tendo, por isso, uma densidade populacional de 56,8 hab./km².

## Demografia
Nota: Com lugares desta freguesia foi criada a freguesia de Vinhós (decreto-lei nº 23.331, de 11/12/1933).
A população registada nos censos foi:
| Distribuição da População por Grupos Etários | Distribuição da População por Grupos Etários | Distribuição da População por Grupos Etários | Distribuição da População por Grupos Etários | Distribuição da População por Grupos Etários |
| -------------------------------------------- | -------------------------------------------- | -------------------------------------------- | -------------------------------------------- | -------------------------------------------- |
| Ano                                          | 0-14 Anos                                    | 15-24 Anos                                   | 25-64 Anos                                   | > 65 Anos                                    |
| 2001                                         | 235                                          | 182                                          | 590                                          | 300                                          |
| 2011                                         | 114                                          | 115                                          | 439                                          | 243                                          |
| 2021                                         | 65                                           | 65                                           | 358                                          | 241                                          |

## Aldeias
1. Sobre-a-Fonte
2. Sermanha
3. Covo
4. Sá
5. Ameal
6. Trigais
7. Ferraria
8. Alderete
9. Igreja
10. Sete Fontes
11. Paços
12. Carvalho

## História
A mais antiga referência a Sedielos é uma carta de doação, passada por Sancho I de Portugal a um nobre de Moura, em 9 de Outubro de 1175:
"Em nome de Cristo. Eu, rei Sancho, faço a ti, Rodrigo Mendes, carta de doação da herdade sita em Sedielos, que é um casal chamado Pedregal.
Dou-te este casal em paga do serviço que me prestaste em Celorico quando o rei Fernando juntou cavaleiros e peões para entrar no meu reino. Dou-te e concedo-te o foro do referido casal em perpétuo para ti e teus descendentes."

## Património
- Igreja Matriz de Santa Maria de Sedielos
- Capela de Nossa Senhora da Puia, no lugar da Ermida
- Capela de Santa Luzia, no lugar de Ferraria
- Capela de São Tiago, no lugar do monte de São Tiago
- Capela de São Miguel Arcanjo, no lugar de Assureiras
- Capela de Guadalupe, no lugar do Carvalho
- Capela de Santo António, no lugar de Passos
- Capela do Senhor da Boa Morte, no lugar de Matos